# Nisís Módi
Nisís Módi är en ö i Grekland.   Den ligger i prefekturen Nomós Attikís och regionen Attika, i den sydöstra delen av landet, 50 km söder om huvudstaden Aten. Arean är 0,19 kvadratkilometer.
Terrängen på Nisís Módi är lite kuperad. Öns högsta punkt är 74 meter över havet. Den sträcker sig 0,6 kilometer i nord-sydlig riktning, och 0,7 kilometer i öst-västlig riktning.